# Ipomoea chilopsidis
Ipomoea chilopsidis là một loài thực vật có hoa trong họ Bìm bìm. Loài này được Standl. mô tả khoa học đầu tiên năm 1937.